# 블리니

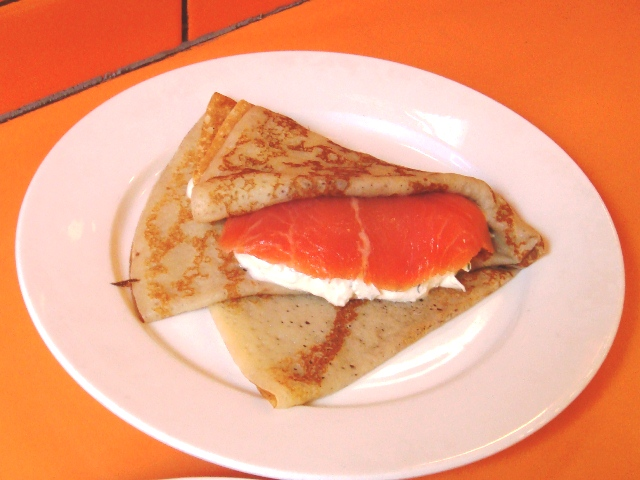
블리니

블리니(blini) 또는 블린(blin)은 메밀가루와 밀가루를 섞거나 단독으로 사용하여 얇고 둥글게 부친 러시아식 팬케이크를 뜻하며, 러시아 고어 믈린(mlin), 제분한 것이라는 단어에서 유래됐다고 알려져 있다. 버터, 훈제 연어, 캐비어, 스메타나, 꿀 등 여러 식재료와 곁들여 먹는다.

## 블리니의 역사

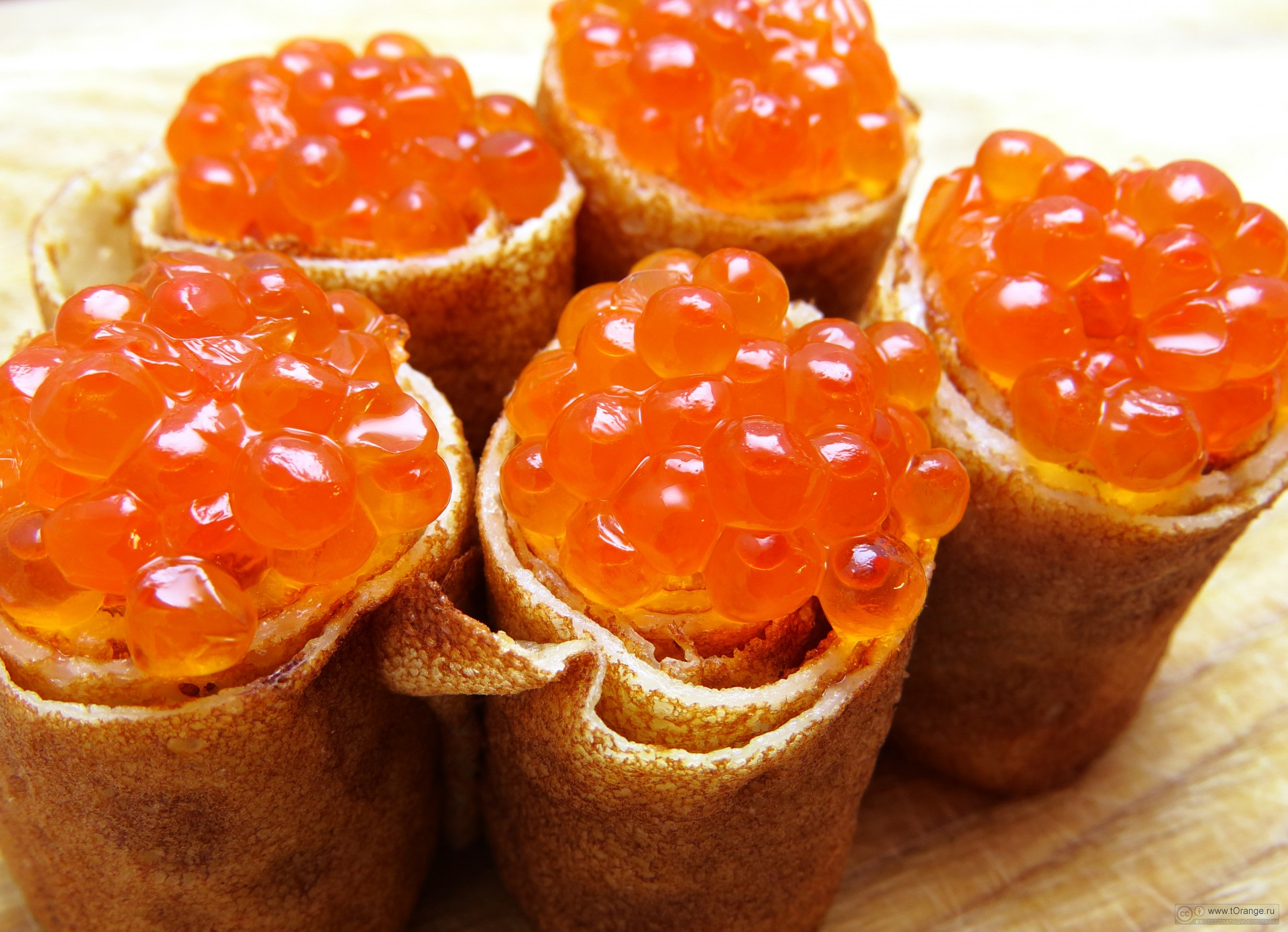
연어알 블리니

정확한 시기는 알려지지 않았지만 키예프 루스 때부터 블리니가 존재했다고 여겨진다. 초기의 블리니는 다양한 곡식을 섞어 만들어 식감이 거칠었다.
거친 블리니는 동슬라브인들이 긴 겨울이 끝나가는 시기에 농경, 목축의 신 벨레스를 숭배하는 풍습을 동방 정교회에서 변형하여 수용함으로써 역사가 지속되었다고 본다.
블리니는 축제의 성격을 띠고 있는 음식이기 때문에 러시아에선 아이를 낳은 산모가 먹기도 하고 장례식에 참석한 이들이 먹는 음식이다. 하지만 일상적인 요리의 성격 또한 갖고 있다.

## 블리니의 조리법
따뜻한 물에 설탕과 효모를 넣고 부풀어오르면 버터, 우유, 곡물가루를 넣어 섞어 발효시킨다. 발효시킨 반죽이 2배 정도 부풀어오르면 우유, 달걀의 노른자, 사워크림, 곡물가루, 소금을 넣고 발효시키고 달걀 흰자를 거품 내어 발효 반죽에 섞는다.
반죽을 원형으로 얇게 펴서 굽는다. 블리니는 간단히 버터에 발라먹기도 하고 보통은 전채음식으로 준비할 때는 스메타나, 훈제 연어, 캐비어 등으로 짭짤하게 먹는 경우가 많고 후식식으로 준비할 때는 코티지 치즈, 과일, 과일잼, 꿀 등과 곁들여 먹는다.

## 같이 보기
- 팬케이크 목록
- 마슬레니차
- 파넌쿡
- 뢰슈티